# Ландольф, Жан-Франсуа
Жан-Франсуа Ландольф (фр. Jean-François Landolphe; 5 февраля 1747, Осон (Кот-д’Ор) – 1825, Париж) – французский морской офицер периода Наполеоновских и Революционных войн, мемуарист.

## Биография
С 20 лет служил в торговом флоте. В 1769 году впервые провёл три месяца в Бенине, который тогда назывался Невольничим берегом, куда он вернулся в 1771 году и попытался выучить язык. Составил план торгового предприятия на реке Бенин, который представил бывшему французскому губернатору Сенегала.
Став капитаном 500-тонного и 20-пушечного корабля «Ла Негресс», постройкой которого он руководил, 7 ноября 1777 года отправился из Гавра на службу в Гайанскую компанию. Основал предприятие в устье Бенина. Вернувшись в Бенин в 1783 году, построил форт Бородо, чтобы облегчить работорговлю, на острове Бородо, на левом берегу устья реки Формоза.
В 1786 году снова был отправлен на побережье Африки для открытия торговых факторий. 
Тем временем англичане, «чтобы предотвратить развитие зарождающейся колонии», разрушили Бенин в 1792 году и взяли в плен Жана-Франсуа Ландольфа. Доставленный в Портсмут, он был освобожден в конце 1794 года. 
В 1795 году стал капитаном в Вест-Индии, где участвовал в захвате 63 кораблей, став героем пиратства 1800-х годов в Карибском море.
В 1799 году командовал эскадрой, состоявшей из кораблей «Ла Конкорд», «Ла Меде» и «Ла Франшиза», перехватившей английский корабль у островов Зеленого Мыса. В 1800 году в Гвинейском заливе он захватил португальский остров Принсипи. В письме 1801 года Бонапарт указал, что он «решительно одобряет меру» по «возвращению 740 моряков из экспедиции Ландольфа в Кадис» и обратно в Лиссабон.
Ландольф описал свои приключения в мемуарах «Mémoires contenant l’histoire des voyages du capitaine Landolphe etc.» (II., 1823).